# Nel·li Koróvkina
Nel·li Koróvkina és una davantera de futbol internacional per Rússia. Va jugar l'Eurocopa 2013, on va marcar un gol contra Anglaterra.

## Trajectòria
| Temporades  | Club              | Títols | Selecció (fases finals) |
| ----------- | ----------------- | ------ | ----------------------- |
| 2009 - 2014 | CSP Izmailovo     |        | EC 2013 (1ªF)           |
| 2014 - 2015 | Zorky Krasnogorsk |        |                         |
| 2016 - act. | Riazan VDV        |        |                         |